# Raión de Korostyshiv
Korostyshiv (en ucraniano: Коростишівський район) es un raión o distrito de Ucrania en el óblast de Zhytomyr. 
Comprende una superficie de 970 km².
La capital es la ciudad de Korostyshiv.

## Demografía
Según estimación 2010 contaba con una población total de 43238 habitantes.

## Otros datos
El código KOATUU es 1822500000. El código postal 12500 y el prefijo telefónico +380 4130.